# エセックス (空母)
エセックス（USS Essex, CV/CVA/CVS-9）は、アメリカ海軍のエセックス級航空母艦のネームシップ。艦名はマサチューセッツ州エセックス郡に因み、この名前の艦としては4隻目である。
1943年以降の太平洋における主要な海戦全てに参加し活躍したことから「海軍の最奮闘艦」（Fightingest Ship in Navy）の愛称をもつ。

## 艦歴
「エセックス」は1942年7月31日にバージニア州ニューポート・ニューズのニューポート・ニューズ造船 & 乾ドック社でアーテムス・L・ゲート夫人（海軍航空次官の妻）によって命名、進水し、1942年12月31日にドナルド・B・ダンカン大佐の指揮下で就役した。訓練航海の後、「エセックス」は太平洋に回航された。

### 第二次世界大戦

#### 1943年
1943年春の「エセックス」の真珠湾到着は、太平洋艦隊司令長官チェスター・ニミッツ大将をして、新しい中部太平洋部隊の編成の第一弾として位置づけられた。8月に入り第5艦隊が編成され、艦隊司令長官にレイモンド・スプルーアンス中将が、指揮下の高速空母任務部隊の司令官にチャールズ・A・パウナル少将がそれぞれ就任した。「エセックス」は、続いて竣工した空母「ヨークタウン」および「インディペンデンス」とともに第15任務部隊（パウナル少将）を構成し、南鳥島攻撃のための二週間に及ぶ訓練演習を共に行った。第15任務部隊による南鳥島攻撃は1943年9月1日に行われ、島の施設の70パーセント以上が破壊された。この攻撃は、新採用の機動部隊戦術の実際の運用と試験、訓練を兼ねていた。南鳥島攻撃から帰投すると、「エセックス」は「ヨークタウン」とともに第14任務部隊（アルフレッド・E・モントゴメリー少将）に配置換えとなり、10月6日から7日にかけてのウェーク島攻撃に参加した。
その頃、ソロモン諸島の戦いはブーゲンビル島の戦いを目前にしており、ニミッツ大将は上陸作戦を支援する空母部隊として南太平洋軍（ウィリアム・ハルゼー大将）指揮下の第38任務部隊（フレデリック・C・シャーマン少将）のみをあてる予定だった。一方で、中部太平洋方面でもギルバート諸島攻略のガルヴァニック作戦の開始が目前に迫っていた。「エセックス」「ヨークタウン」に続く新鋭空母の増勢が続けられていたとはいえ、この時点でソロモン方面に振り向けることが可能だった空母は、第5艦隊から借りていたベテランの「サラトガ」と新鋭の「プリンストン」だけであった。アメリカ軍は11月1日のブーゲンビル島上陸を成功させ、翌2日に生起したブーゲンビル島沖海戦で大森仙太郎少将率いる日本艦隊を追い払うことに成功したが、11月4日になって栗田健男中将率いる強力な日本艦隊の来航を発見し、ハルゼー大将はこれに対抗するため第38任務部隊をラバウル近海に派遣して11月5日に第1回のラバウル空襲を実施。栗田中将の艦隊は大損害を受けトラック諸島に逃げ帰った。これに飽き足らぬハルゼー大将は、ダメ押しのラバウル空襲を行うことを決め、ニミッツ大将に新手の空母任務部隊の派遣を要請したのである。ニミッツ大将はギルバート諸島方面の戦況をにらみつつ、新手の空母任務部隊を派遣することとし、「エセックス」「バンカー・ヒル」「インディペンデンス」を基幹とする第50.3任務群（モントゴメリー少将）を派遣することに決した。
護衛艦艇の手配の関係で第2回のラバウル空襲は11月11日に行われ、第38任務部隊はブーゲンビル島北方から、第50.3任務群は同島南方から挟み撃ちの格好で艦載機を発進させた。第2回のラバウル空襲は第二水雷戦隊に打撃を与えて成功した。しかし、第50.3任務群は第三次ブーゲンビル島沖航空戦に遭遇し、反復攻撃を中止してソロモン海域から引き揚げ、エスピリトゥサント島を経由して第5艦隊に復帰し、ギルバートの戦場に向かっていった。11月18日からはタラワ攻撃に参加し、洋上での補給の後、12月5日にはクェゼリン環礁を爆撃して所在の施設や艦船に打撃を与えた。

#### 1944 - 1945年
パウナル少将は、南鳥島攻撃を皮切りに空母作戦を滞りなく進めていったが部下から「慎重すぎる」などと指揮ぶりを批判され、1944年になって早々に更迭された。後任の司令官にはマーク・ミッチャー少将が就任し、部隊の名称も「第58任務部隊」となった。「エセックス」は空母「イントレピッド」「カボット」とともに第58.2任務群（モントゴメリー少将）に属し、1月29日から2月2日までクェゼリンの戦いの支援に参加した。作戦が予想外に進捗したのを受け、エニウェトクの戦いが繰り上げて実施されることとなり、その支援のためトラック島空襲が実施された。「エセックス」のいた第58.2任務群は、第58.1任務群（ジョン・W・リーヴス少将）および第58.3任務群（F・C・シャーマン少将）とともに2月17日と18日に空襲を行い、壊滅的な損害を与えることに成功した。三個任務群は一旦引き揚げた後、2月23日にサイパン島、テニアン島およびグアムを攻撃して日本側の補給路に更なる打撃を与えた（マリアナ諸島空襲）。一連の作戦を終えると、「エセックス」はオーバーホールのためサンフランシスコに回航された。
オーバーホールを終えた「エセックス」は、アメリカ海軍航空隊のエース・パイロットであるデヴィッド・マッキャンベル少佐が率いる第15飛行群を乗せ、空母「ワスプ」「サン・ジャシント」とともに第58.4任務群を構成し、5月19日から20日にかけては南鳥島を、5月24日にはウェーク島をそれぞれ攻撃。続くマリアナ・パラオ諸島の戦いでは、6月12日から8月10日までのマリアナ諸島制圧、6月19日から20日のマリアナ沖海戦、および9月6日から8日までのパラオ制圧を中心に、一貫して航空支援に努めた。この間、「エセックス」がいた大艦隊の司令長官は第5艦隊のスプルーアンス大将から第3艦隊のハルゼー大将に代わり、第58任務部隊は第38任務部隊と改められた。直後の9月9日から10日にかけては、第38.3任務群（F・C・シャーマン少将）の一艦としてミンダナオ島攻撃を行い、ペリリューの戦いを支援した。「エセックス」は占領したばかりのウルシー環礁に帰投。10月2日に台風が襲来したものの乗り切って、10月6日に南西諸島および台湾攻撃のため出撃した。

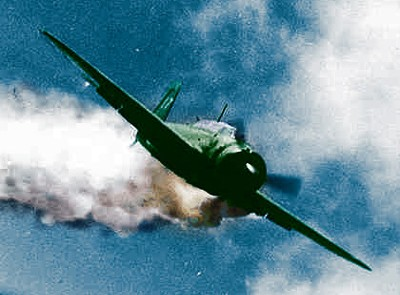
「エセックス」に突入する彗星艦爆(1944年11月25日)。

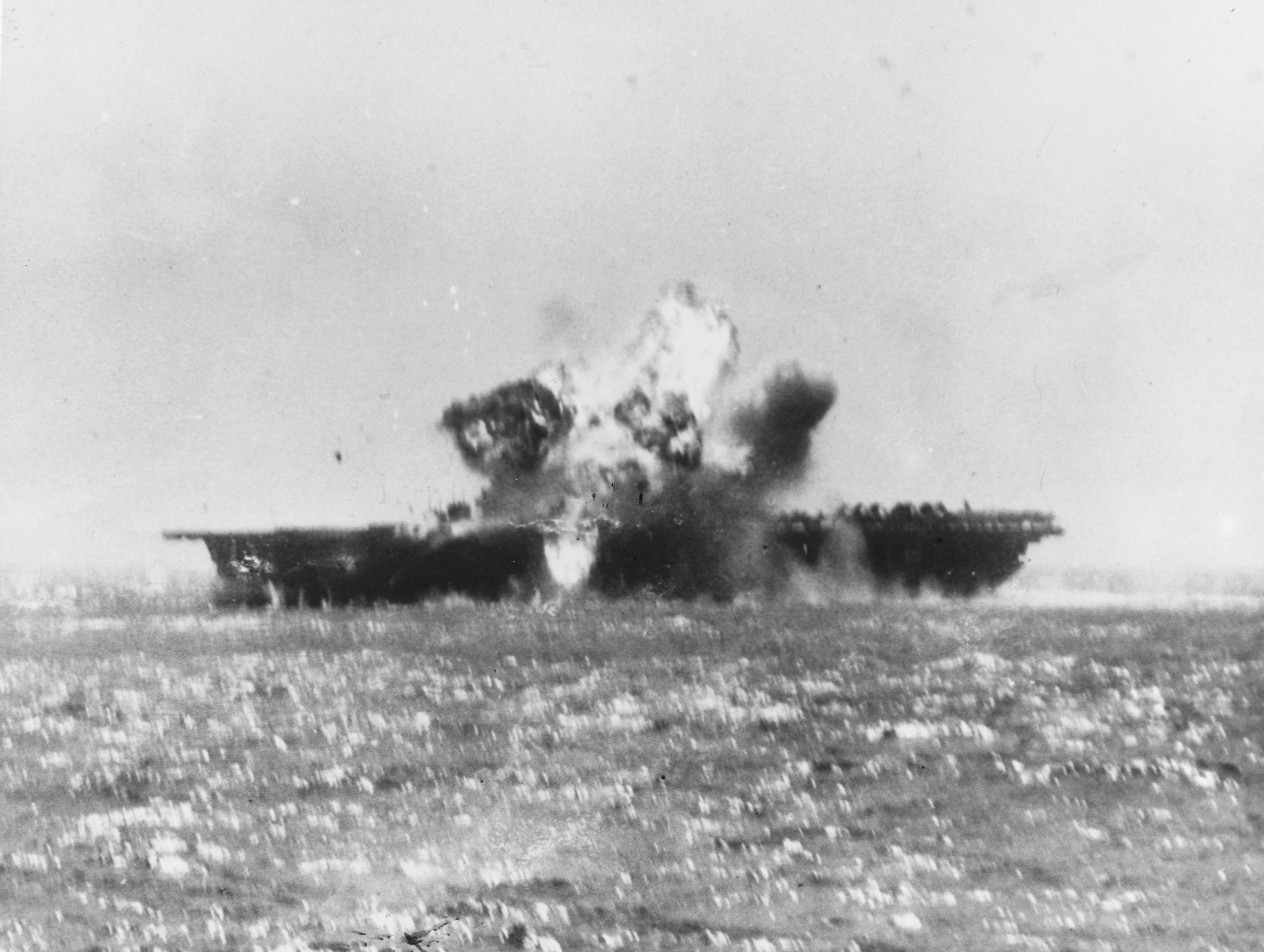
「エセックス」に特攻機が命中した瞬間（1944年11月25日）。

「エセックス」の艦載機は10月10日に沖縄島を（十・十空襲）、10月12日から14日にかけては台湾各地を空襲してアメリカ軍のレイテ島上陸を支援した。10月24日から25日のレイテ沖海戦に参加し、戦艦「武蔵」撃沈等に貢献した。 
その後10月30日まで日本艦隊の捜索を行った後、ウルシーに一旦帰投して補給を行った。11月に入ってからはマニラ空襲などフィリピン北部の要所を空襲し、日本軍に圧力をかけ続けた。ウルシーに再度帰投していた際の11月20日、ウルシーは日本海軍の人間魚雷『回天』による襲撃を受け、「エセックス」の眼前で給油艦「ミシシネワ」が爆発炎上した。11月25日から26日にかけても「エセックス」の第38.3任務群はフィリピン各地への空襲を計画していた。しかし、その11月25日に「エセックス」は初めて敵の攻撃により損害を受けることとなる。この日、日本軍は零戦、彗星、銀河を基幹とする5隊の神風特別攻撃隊をマニラ近郊の航空基地から発進させ、すでに第38.2任務群（ジェラルド・F・ボーガン少将）の「イントレピッド」「カボット」に突入して損害を与え、「ハンコック」にも軽微な損害を与えていた。「エセックス」は特攻機2機の攻撃を受け、そのうちの1機を撃墜したものの、もう1機が飛行甲板に命中。15名が戦死して44名が負傷したが、深刻な損害とはならず、被災した「イントレピッド」の艦載機を一時的に収容して避難させた。一連の神風攻撃は、ハルゼー大将に11月26日の攻撃を中止させる決断を引き出すに至り、第38任務部隊（ジョン・S・マケイン・シニア中将）の大半はフィリピン海域から一時撤退することとなった。
ウルシーでの修理の後、「エセックス」は再び前線に出動し、12月14日から16日にかけてはミンドロ島の戦いを支援した。コブラ台風に遭遇後、生存者の捜索にあたった。1945年に入り、「エセックス」は台湾、先島諸島、沖縄およびルソン島に対する一連の攻撃に参加し、リンガエン湾上陸に端を発するルソン島の戦いの手助けをした。続いて第38任務部隊は南シナ海に侵入し、サイゴン、海南島、香港、中国沿岸部を片っ端から攻撃し、軽巡洋艦「香椎」率いるヒ86船団などを全滅させるなど猛威を振るった（グラティテュード作戦）。1月20日から21日にかけて台風に遭遇した後、1月26日から27日にかけての台湾、沖縄、宮古島への再度の攻撃を行い、ウルシーに帰投した。この後、ハルゼー大将はスプルーアンス大将と交代して艦隊の名称は第5艦隊となり、第38任務部隊は第58任務部隊となってミッチャー中将が指揮を執る事となった。

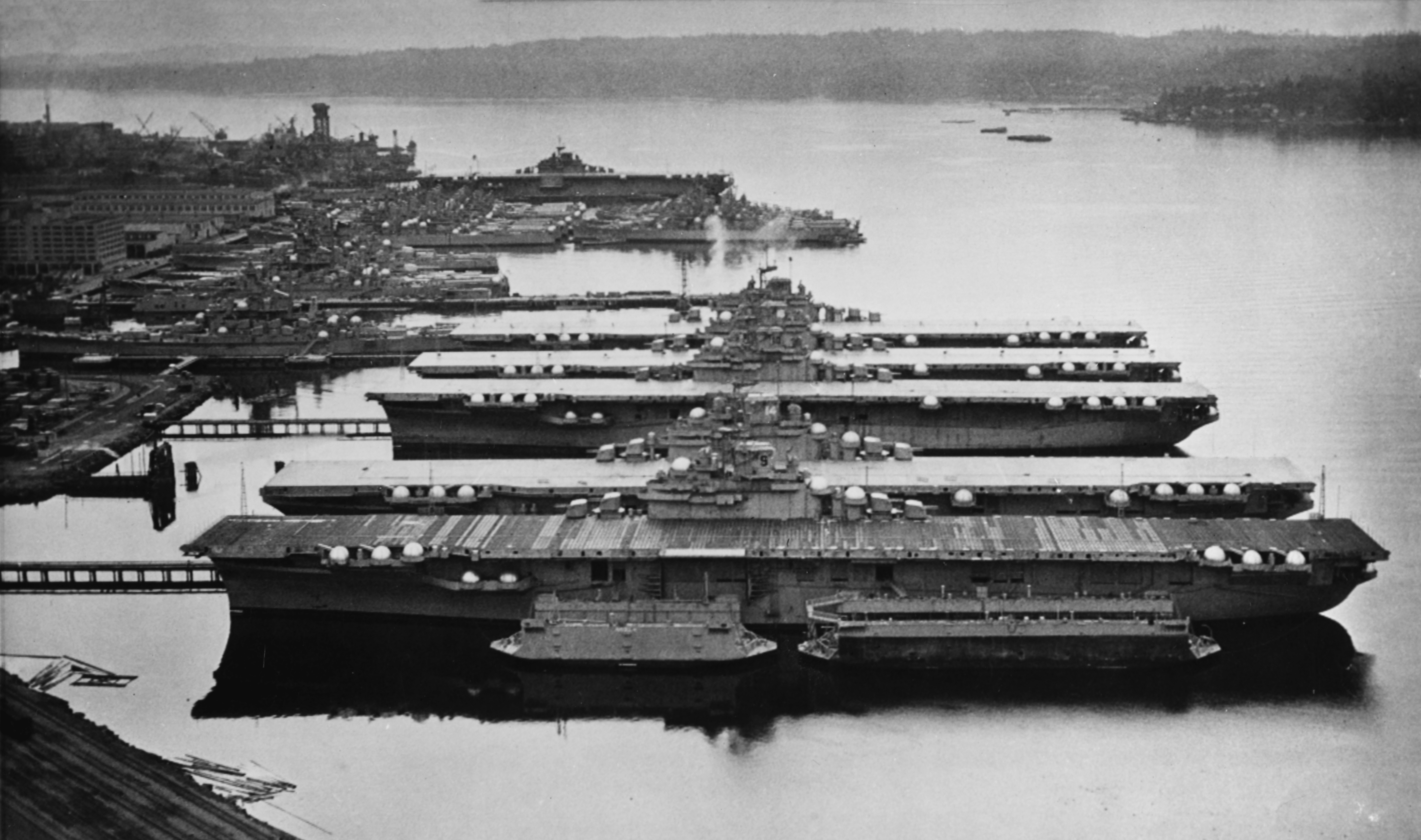
ブレマートンの海軍基地において「ヨークタウン」「タイコンデロガ」「レキシントン」「バンカーヒル」「ボノム・リシャール」とともモスボールされる「エセックス」（一番手前）（1948年）。

「エセックス」は、硫黄島の戦いの援護として1942年4月18日のドーリットル空襲以来初めてとなるアメリカ海軍による日本本土空襲のジャンボリー作戦に参加するため出撃した。2月16日から17日および25日の3度にわたり、艦載機は東京を初めとする関東地方各地の軍事施設や工場を攻撃した。日本軍の抵抗は驚くほど微弱で、艦載機は大した損害もなく空母に収容されていった。3月7日に第58任務部隊はウルシーに帰投したが、3月11日に梓特別攻撃隊による特攻攻撃を受け、空母「ランドルフ」が損傷した。3月に続いて、「エセックス」は沖縄戦に参加。3月28日から5月23日までの間、断続的に航空支援を提供し続けた。この間に再び第5艦隊は第3艦隊となって、ハルゼー大将とマケイン中将が部隊の指揮を執った。4月7日には、沖縄水上特攻作戦に出撃した戦艦「大和」等の撃沈に貢献している（坊ノ岬沖海戦）。
レイテ湾での整備の後、「エセックス」はボーガン少将の第38.3任務群の一艦として、日本の本州各地に対する最終攻撃に参加した。「エセックス」の艦載機は、7月10日の厚木海軍飛行場攻撃を皮切りに、東北地方、青函連絡船などに対する攻撃を遂行した。8月15日の日本の降伏の後、「エセックス」は9月3日まで戦闘哨戒を継続した。その後、直ぐにアメリカ本国に帰国。9月15日にブレマートンに入港し、そのまま1947年1月からはブレマートンの海軍基地において「ヨークタウン」「タイコンデロガ」「レキシントン」「バンカーヒル」「ボノム・リシャール」とともに予備艦隊に編入され、モスボール処理のうえ保管された。

### 再就役、朝鮮戦争および近代化改装

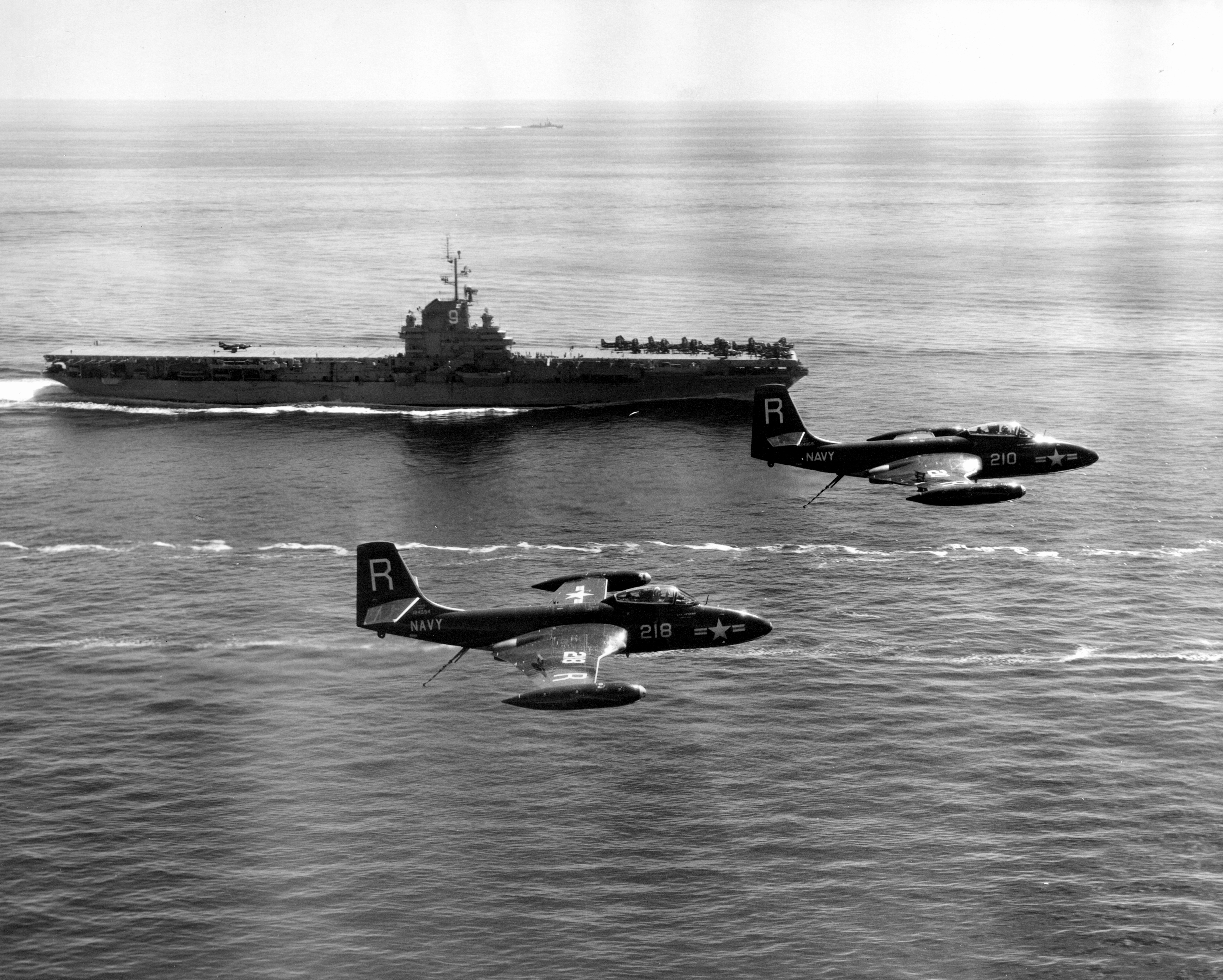
朝鮮戦争時の「エセックス」(SCB-27A改装後)とF2H バンシー（1951年）。

1950年に朝鮮戦争が勃発すると予備役に入っていたエセックス級空母各艦も再び実戦投入されることが決まった。
「エセックス」の近代化改装工事（SCB-27A改装）は、予備役艦隊在籍時の1949年2月から行われ、新しい操縦室や洗練された艦橋構造物が設置された他、ジェット機運用能力を持つことになった。1951年1月16日の工事終了後、「エセックス」はA・W・ウィーロック大佐が艦長に就任して再就役した。ハワイ近海での簡潔な訓練の後、エセックスは朝鮮戦争に第1空母戦隊と第77任務部隊（エセックス、ボクサー、ボノム・リシャール、以後順次追加及び交代）の旗艦を兼ねて極東水域に向かった。朝鮮戦争における「エセックス」の行動期間は、1951年8月から1952年3月までと同年7月から1953年1月までの2度にわたり、その間横須賀を拠点とした。「エセックス」は、F2H バンシーを実戦で初めて発艦させた空母となった。1951年9月16日、被弾し帰ってきた1機のF2Hが爆発と炎で7名を戦死させた後、飛行甲板前部に待機中の他の航空機に衝突した。「エセックス」は朝鮮水域から引き揚げて横須賀で修理を行い、10月3日には前線に戻って鴨緑江近辺への中国志願軍攻撃の支援を行った。1952年3月に一旦サンフランシスコへ帰国した後7月に戦線復帰したが、その際に台湾海峡を通過し、国民党軍支援のための警備行動を行った。1952年8月29日に「エセックス」の艦載機は「ボクサー」の艦載機と陸上基地から発進した空軍機約1,000機と協力して平壌を爆撃し壊滅させ、9月1日には「ボクサー」「プリンストン」とともに慶興郡の石油基地を攻撃し、北朝鮮の保有していた燃料の三分の一を焼き払った。後年、アポロ11号の船長となるニール・アームストロングはこの頃、「エセックス」にパイロットとして配属されていた。また従軍作家のジェームズ・ミッチェナーは作戦中の「エセックス」に取材で乗船しており、その経験を元に『トコリの橋』を執筆し、後に映画化された。
朝鮮戦争にアメリカ海軍はエセックス級航空母艦8隻とコメンスメント・ベイ級航空母艦等の小型空母6隻を投入したが殆どが初実戦で、太平洋戦争からの空母は「エセックス」以外では「ボノム・リシャール」とインディペンデンス級航空母艦の「バターン」だけであった。エセックス級の後継の空母としてミッドウェイ級航空母艦があったが3隻しか建造されず、朝鮮戦争にも投入されなかった。
1953年12月1日からは、東シナ海において休戦監視哨戒を行った。フランス領インドシナにおける第一次インドシナ戦争が1954年3月から5月にかけてのディエンビエンフーの戦いで大詰めを迎えると、アイゼンハワー大統領は極東にいた「エセックス」と「ボクサー」にフランス軍救援の準備を行うように指示し（ヴァルチャー作戦）、トンキン湾に展開したが実行されることはなかった。
1954年11月から1955年6月にかけては訓練に従事。その間の3ヵ月、「エセックス」は空母「キアサージ」や、「エセックス」に続いて再就役した「ヨークタウン」「ワスプ」、ミッドウェイ級航空母艦一番艦の「ミッドウェイ」などの第7艦隊と行動をともにし、1955年2月の大陳島撤退作戦への支援および、沖縄沖での艦隊行動に従事した。1955年7月、極東水域での行動を終えた「エセックス」は本国に帰投し、ピュージェット・サウンド海軍造船所に入渠して修理と大改修工事（SCB-125改修）が行われた。近代化計画として行われたこの大改修は、ジェット機運用のためのアングルド・デッキ設置と後部エレベーターの再配置を主として行われた。工事終了後の1956年3月に「エセックス」は太平洋艦隊に編入され、14ヵ月もの間を西海岸水域で行動した後、第7艦隊で行動した6ヵ月間を除いたほとんどの期間を大西洋艦隊で行動することとなった。「エセックス」は1957年8月21日にサンディエゴを出港し、ホーン岬を巡って8月1日にメイポート海軍補給基地に到着した。

### 大西洋・地中海

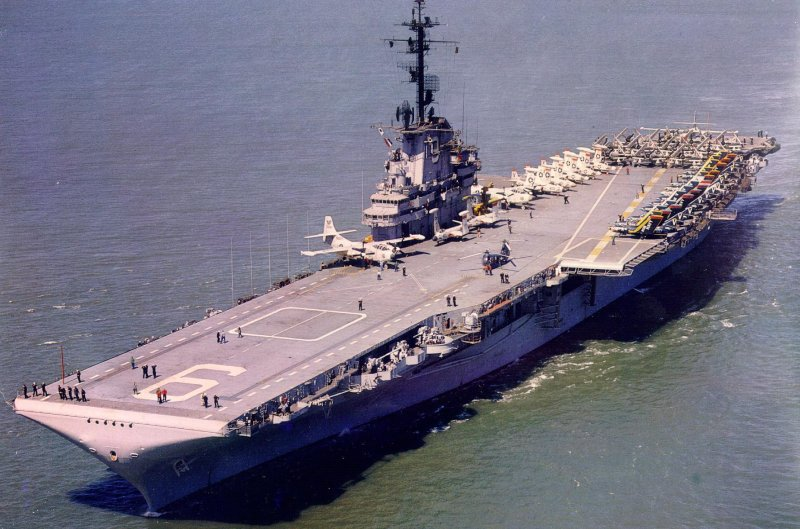
SCB-125改装後の「エセックス」(1956年)。

1957年秋、「エセックス」はNATOによる演習ストライクバック作戦に対潜空母として参加。これは従来型の空母7隻（エセックス、タラワ、ワスプ、イントレピッド、アーク・ロイヤル、ブルワーク、イーグル）、戦艦2隻（アイオワ、ウィスコンシン）、重巡洋艦2隻（メイコン、オールバニ、戦術指揮艦ノーザンプトン、軽巡洋艦3隻に加えて戦後第１世代型空母のフォレスタル級航空母艦2隻（フォレスタル、サラトガ）、世界初の防空ミサイル巡洋艦2隻（ボストン、キャンベラ）と原子力潜水艦2隻（ノーチラス、シーウルフ）等の計200隻が参加する大規模なもので、“ノルウェー北方沖からの脅威” を想定したものだった。1958年2月からは第6艦隊に加わって地中海東部に向かった。7月15日には、イラク7月14日革命とレバノン危機に呼応して空母「サラトガ」「ワスプ」やミサイル巡洋艦「ボストン」、重巡洋艦「デモイン」とともにベイルートに進出するアメリカの平和維持軍の上陸を手助けし、8月20日まで哨戒活動を続けた。次いで、第二次台湾海峡危機が起きたため、「エセックス」は第7艦隊の増援として極東水域に進出するよう命を受け、スエズ運河を通過して台湾近海に向かった。9月16日に真珠湾へ戻る空母「ミッドウェイ」と入れ替わる形で空母「シャングリラ」「ハンコック」「レキシントン」等とともに台湾海峡に展開した。
任務を終えた後、メイポートに帰投し所定の航空業務を終えた。「エセックス」は地中海東部に戻り、1959年秋には第2艦隊およびイギリス艦隊と合流して行動。同年12月には、フランスのフレジュスで発生した洪水の被災者の救援活動に従事した。
1960年春、「エセックス」は対潜支援空母（ASW）に艦種変更され、ロードアイランド州クォンセット・ポイントを母港とし、第18空母戦隊と第3対潜空母群の旗艦を兼ねることとなった。ニュージャージー州沖での救助活動の後、「エセックス」は海軍少尉候補生を乗せ、インド洋に向かった。その途中、NATOとCENTOの訓練に参加し、スエズ運河を通過してカラチとアデン、イギリス連邦内の二港に寄港した。11月には、フランス海軍との合同演習「ジェットストリーム作戦」に参加した。

### ピッグス湾事件とキューバ危機

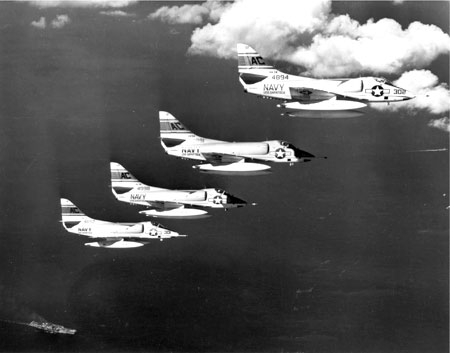
ピッグス湾事件の際に撮影された「エセックス」とA-4攻撃機。

1961年4月、「エセックス」はジャクソンビルの海軍航空隊の隊員技量維持のための訓練に参加するため、2週間の通常訓練航海の名目でフロリダ沖を航行した。この時、「エセックス」には12機のA-4 スカイホークを搭載し、パイロットはVA-34 ブルー・ブラスターズから派遣されていた。A-4は20ミリ機銃で武装されており、数日後には識別標識は機体と同じグレーの塗装で塗りつぶされた。やがて、A-4の一隊は事実上の戦闘哨戒飛行のため昼夜分かたず飛行するようになった。一連の行為は4月15日から19日にかけて起こったピッグス湾事件でニカラグアから出撃した反カストロ軍の爆撃機護衛のための任務であったが、「エセックス」の一般の乗組員には真相は知らされなかった。「エセックス」の航空活動は、ジョン・F・ケネディ大統領とエセックスの高級幹部の間で交わされた極秘指令により中止された。計画では反カストロ軍が樹立した臨時政府の要請でアメリカ海兵隊が空母からの航空支援のもとキューバに上陸・進駐する予定であったが反カストロ軍が敗北したため中止になった。
1961年後半の「エセックス」は「人々から人々へ」と題された北部ヨーロッパへの航海を行い、ロッテルダム、ハンブルクおよびグリーノックを訪問した。これはベルリン危機の警備目的もあった。ハンブルク寄港時には、100万人もの人々が「エセックス」を見学した。ハンブルク出港の際、「エセックス」はエルベ川の浅瀬に座礁しかけたが、この時は事なきを得た。しかし、1962年1月に北大西洋において暴風雨に遭遇し、艦全体にわたって大きな損害を受けた。「エセックス」はこの損傷の修理とオーバーホールのため、1962年上半期の大半をブルックリン海軍工廠の乾ドックで過ごした。

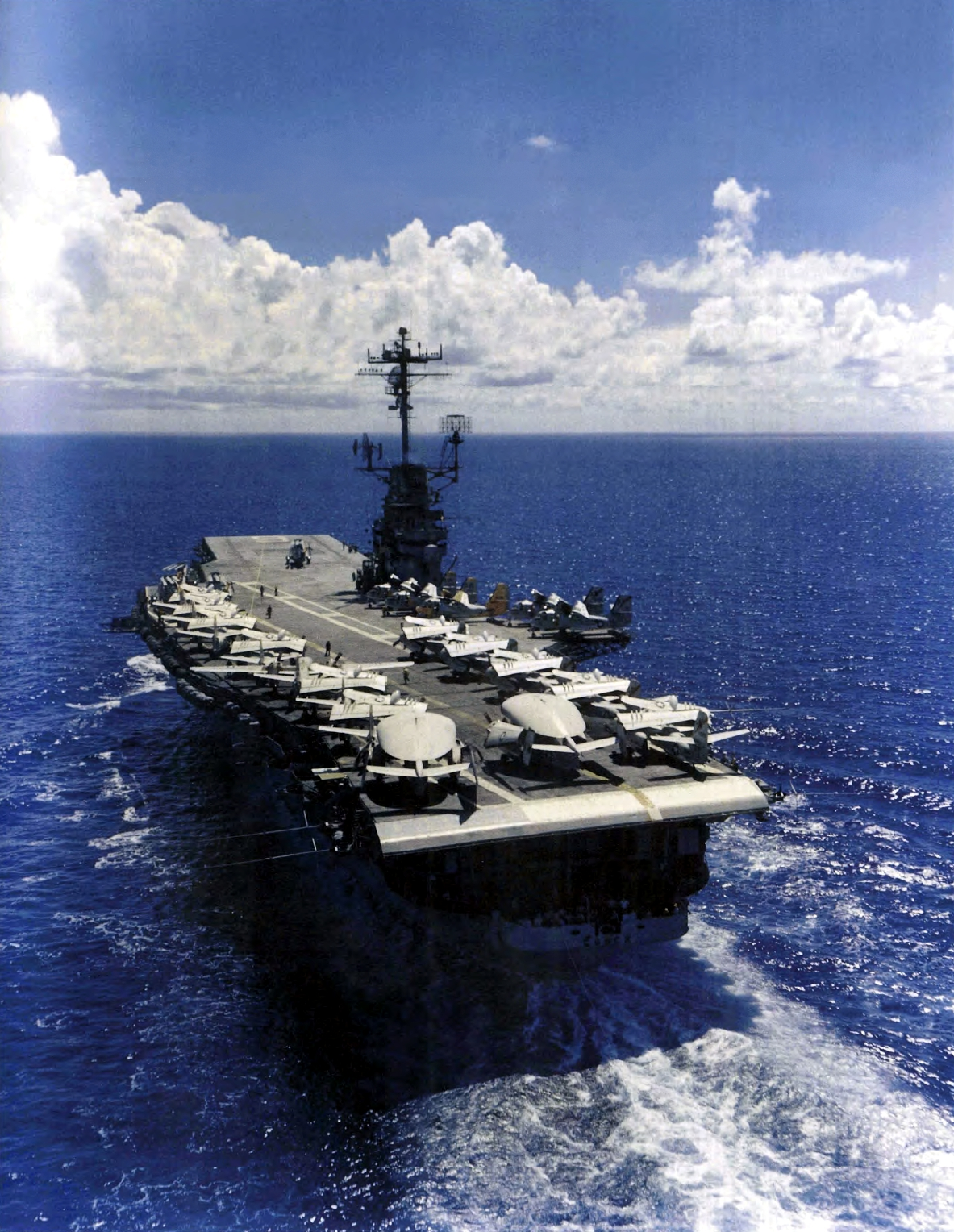
1962年撮影(後方より)。

「エセックス」が6ヵ月にわたるオーバーホールを終え、グアンタナモ湾周辺で試験航海を行っていた1962年10月、ケネディ大統領は、キューバにソ連製準中距離弾道ミサイルが配備されていたことが判明したため、キューバ周辺の公海上の海上封鎖を行う旨宣言を行った。「エセックス」もエセックス級空母「ランドルフ」、フォレスタル級空母「インディペンデンス」、それから就役したばかりの世界初の原子力空母「エンタープライズ」とともに10月24日以降「キューバに対する攻撃用兵器輸送全ての隔離」に参加した。翌日、「エセックス」と駆逐艦「ギアリング」は最初にソ連籍タンカー「ブカレスト」を捕捉したが、兵器輸送に使われていないことが明らかだったので通過させた。一方何隻かのソ連船は臨検される前に引き返した。ソ連船団には4隻のフォックストロット型潜水艦が護衛に就いていたが駆逐艦とソノブイや磁気探知機を装備した艦上対潜哨戒機によって4隻中3隻が捕捉・強制浮上させられた。以後、カリブ海での1ヵ月に及ぶ海上封鎖に参加し、ソ連が核ミサイルを貨物船に詰めてキューバから撤退するのを監視した。その後感謝祭直前に母港に帰投した。

### アポロ計画

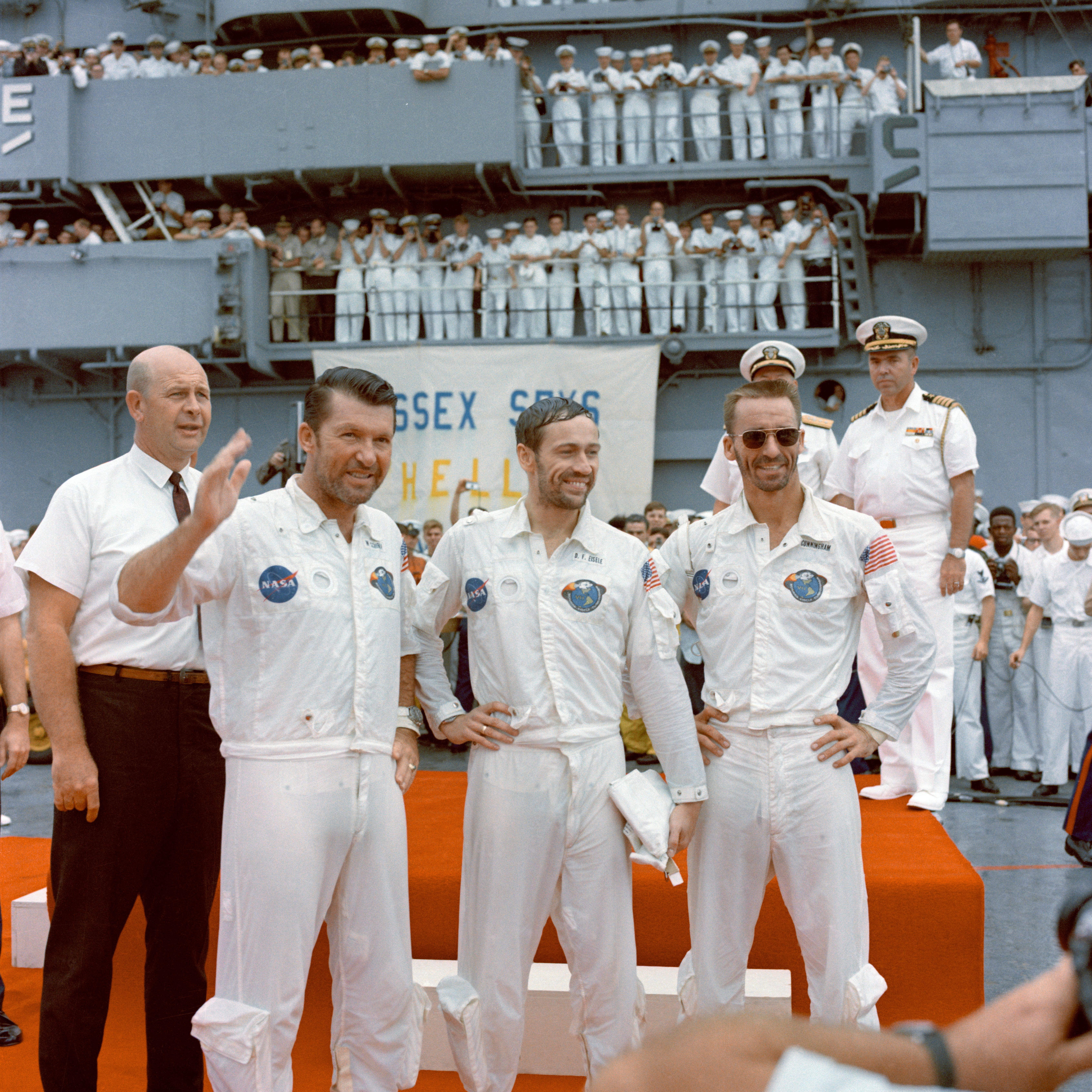
「エセックス」艦上で歓迎されるアポロ7号クルー。

「エセックス」は1967年に行われたアポロ1号において、宇宙飛行士を収容して回復される母艦として使われる予定だった。計画では、14日間の周回の後にプエルトリコ北方海上に1967年3月7日に着水が予定されていた宇宙飛行士を収容する予定だった。しかし、打ち上げ予定の宇宙船AS-204 は1月27日に訓練中の事故で炎上し、宇宙飛行士3名が死亡したので任務は行われなかった。この後、「エセックス」は1968年10月に行われたアポロ7号で再び母艦として起用され、10月22日にプエルトリコ北方海上でアポロ7号のクルーを無事収容した。その間の1968年5月25日には、ノルウェー海を航行中に、旧ソ連海軍のツポレフ Tu-16による威力偵察を受ける、Tu-16は「エセックス」に対して異常接近やエセックス飛行甲板と同じ高さほどを低空飛行を行っていたが、Tu-16は「エセックス」の近くに墜落した。
「エセックス」は1969年6月30日にボストン港にて退役した。1973年7月1日に除籍され、1975年6月1日に防衛再利用マーケティングサービス（Defense Reutilization and Marketing Service, DRMS）によってスクラップとして売却され、ニュージャージー州カーニーにて解体された。
「エセックス」は殊勲部隊章を与えられる9隻の空母のうちの一隻であり、第二次世界大戦の戦功で13の従軍星章を、朝鮮戦争の戦功で海軍部隊栄誉章と3つの従軍星章を受章した。ベトナム戦争には参加しなかった。